# آیا تاکنون بوده‌اید (در بانوکده الکتریکی)
آیا تاکنون بوده‌اید (در بانوکده الکتریکی) (به انگلیسی: Have You Ever Been (To Electric Ladyland)) ترانه‌ای از گروه سایکدلیک راک آمریکایی-بریتانیایی جیمی هندریکس اکسپرینس است که توسط جیمی هندریکس، گیتاریست و خواننده گروه، نوشته شده است. این ترانه در سومین آلبوم استودیویی گروه به نام بانوکده الکتریکی قرار گرفته که در سال ۱۹۶۸ منتشر شد و به توعی ترانه عنوانی آلبوم هم محسوب می‌شود. این ترانه دومین ترک آلبوم، پس از یک قطعه بی‌کلام به نام «... و خداوند عشق را آفرید» است.